# Cavitermes
Cavitermes es un género de termitas isópteras perteneciente a la familia Termitidae que tiene las siguientes especies:
1. Cavitermes parmae
2. Cavitermes parvicavus
3. Cavitermes rozeni
4. Cavitermes simplicinervis
5. Cavitermes tuberosus